# 帕真特角
帕真特角（英語：Pageant Point）是南極洲的海岬，位於南奧克尼群島的西格尼島，處於古爾利半島東端，在1933年由英國的研究隊測量，現時由南極條約體系管理。